# زیراطلسی
| ردیف                      | مراحل اقلیمی          | طبقه‌بندی گَرده‌ای   | بازه زمانی              |
| ------------------------- | --------------------- | ----------------- | ----------------------- |
| هولوسن                    | زیراطلسی Subatlantic  | X ده              | ۴۵۰ پیش از میلاد تاکنون |
| هولوسن                    | زیراطلسی Subatlantic  | IX نه             | ۴۵۰ پیش از میلاد تاکنون |
| هولوسن                    | زیرشمالگون Subboreal  | VIII هشت          | ۳٫۷۱۰–۴۵۰ پ.م.          |
| هولوسن                    | اطلسی Atlantic        | VII هفت           | ۷٫۲۷۰–۳٫۷۱۰ پ.م.        |
| هولوسن                    | اطلسی Atlantic        | VI شش             | ۷٫۲۷۰–۳٫۷۱۰ پ.م.        |
| هولوسن                    | شمالگون Boreal        | V پنج             | ۸٫۶۹۰–۷٫۲۷۰ پ.م.        |
| هولوسن                    | پیشاشمالگون Preboreal | IV چهار           | ۹٫۶۱۰–۸٫۶۹۰ پ.م.        |
| پلیستوسن                  |                       |                   |                         |
| داغ‌گلی نورس Younger Dryas | III سه                | ۱۰٫۷۳۰–۹٫۷۰۰ پ.م. |                         |

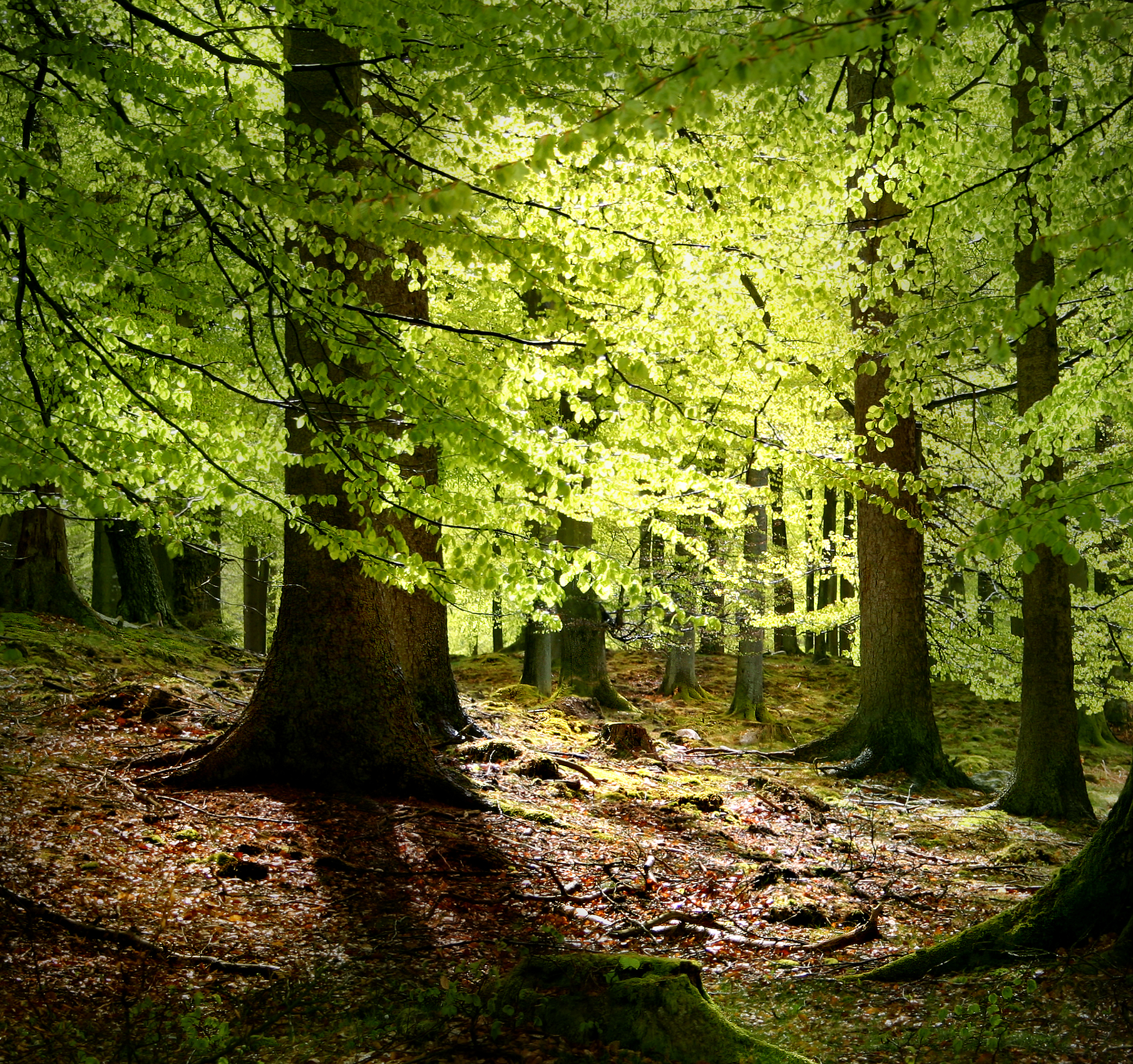
جنگل گریبسکوف در بخش شمالی سیلند (Sealand)، دانمارک.

زیراطلسی (انگلیسی: Subatlantic) فاز اقلیمی کنونی دور هولوسن است که از حدود ۲۵۰۰ سال پیش آغاز شده و تا زمان کنونی ادامه دارد. میانگین دما در این گاه‌بازه اندکی پایین‌تر از میانگین دما در زیرشمالگون و اطلسی بوده‌است. طی این دوره زمانی چندین نوسان اقلیمی و دمایی روی داد که تأثیر زیادی بر روی پوشش گیاهی و زندگی جانوری داشته و در نتیجه به‌طور غیرمستقیم تمدن انسانی را تحت تأثیر قرار داده است. با آغاز صنعتی‌سازی جوامع انسانی شروع با انتشار گازهای گلخانه‌ای به تأثیرگذاری بر روی چرخه‌های طبیعی اقلیمی نمودند.